# برایان رولستون
برایان رولستون (انگلیسی: Brian Rolston؛ زادهٔ ۲۱ فوریهٔ ۱۹۷۳) بازیکن هاکی روی یخ اهل ایالات متحده آمریکا است.
وی همچنین برندهٔ جوایزی همچون جام استنلی شده‌است.